# Ованисян, Нар Михайлович
Нар Миха́йлович Ованися́н (Ованеся́н) (арм. Նար Միքայելի Հովհաննիսյան; 1913, Тифлис — 1995, Ереван) — советский, армянский оперный певец (бас), педагог. Народный артист СССР (1964).

## Биография
Нар Ованисян родился 30 марта (12 апреля) 1913 года в Тифлисе (ныне Тбилиси, Грузия) в семье известного армянского писателя Нар-Доса. По национальности — армянин.
С 1931 по 1937 — хорист, с 1945 по 1951 год — солист Грузинского театра оперы и балета (Тбилиси).
В 1941 году окончил Тбилисскую консерваторию по классу пения у Е. А. Вронского.
В годы войны выступал с фронтовым ансамблем песни и пляски.
В 1951 году переехал в Ереван и перешёл на работу в Армянский академический театр оперы и балета им. А. Спендиарова, на сцене которого трудился до конца своей жизни.
Обладал звучным красивым голосом сочного тембра, особенно выразительным в нижнем регистре, ярким артистическим талантом.
Выступал как эстрадный певец, наряду с классическими романсами исполнял произведения современных авторов.
С 1954 по 1963 год преподавал в Ереванской консерватории на должности старшего преподавателя.
Активно гастролировал за рубежом — выступал в Сирии, Ливане, Франции, Бельгии, Венгрии, Польше, Германии, Люксембурге.
Депутат Верховного Совета Армянской ССР 4-го созыва.
Скончался 25 декабря 1995 года в Ереване. Похоронен на Тохмахском кладбище.

## Награды и звания
- Народный артист Армянской ССР (1956)[2]
- Народный артист СССР (1964)
- Орден Ленина (1956)
- Медали

## Творчество

### Партии
- Давид-Бек — «Давид-бек» А. Т. Тиграняна
- Надир-шах — «Алмаст» А. А. Спендиарова
- Кочубей — «Мазепа» П. И. Чайковского
- Кончак — «Князь Игорь» А. П. Бородина
- Дон Базилио — «Севильский цирюльник» Дж. Россини
- Мельник — «Русалка» А. С. Даргомыжского
- Мефистофель — «Фауст» Ш. Гуно
- Мгосани — «Шота Руставели» Д. И. Аракишвили
- Абио — «Абесалом и Этери» З. П. Палиашвили
- Цангала — «Даиси» З. П. Палиашвили
- Макар — «Кето и Котэ» В. И. Долидзе
- Торос — «Арцваберд» А. А. Бабаева
- Гремин — «Евгений Онегин» П. И. Чайковского
- Тиресий — «Царь Эдип» И. Ф. Стравинского
- Нилаканта — «Лакме» Л. Делиба
- Валько — «Молодая гвардия» Ю. С. Мейтуса.

### Фильмография
- 1954 — Концерт мастеров искусства Армении
- 1988 — «Аршак II» — Нерсес (вокал)

#### Режиссёр
- 1969 — Невезучий Панос (короткометражный).